# Simon Foucher

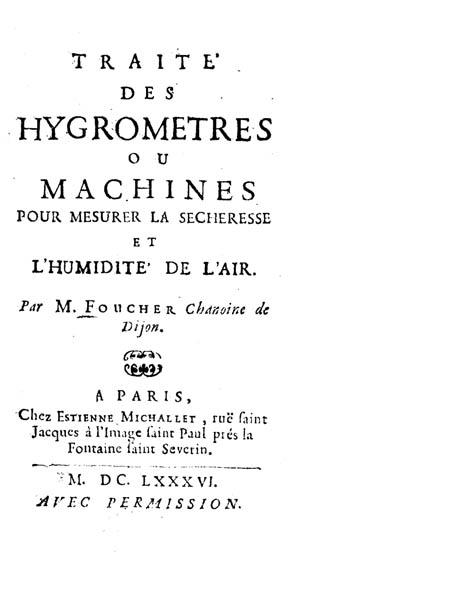
Traité des hygrometres (1686)

Simón Foucher (Dijon, 1 de març de 1644 - París, 27 d'abril de 1696), sacerdot, canonge de Dijon, i filòsof francès. Fou un fill de comerciant que des de molt jove va ser destinat a la carrera eclesiàstica. Va ser canonge a Dijon, però va demetre per anar estudiar a La Sorbona a París.
Foucher era vinculat amb els savis i els filòsofs més destacats del seu temps: Gilles Ménage, Adrien Baillet, Jacques Rohault et Leibniz. Volia trobar criteris per a determinar la veritat més racionals que un acte de fe, com ho va escriure a Leibniz: «ens cal una filosofia molt especial, com que no en tenim cap sense errors. M'agradaria tant en tenir una de la seva mà.» Va ser un dels primers filósofs per criticar Malebranche i el dualisme de René Descartes. Va intentar restaurar l'antiga filosofia dels acadèmics. Volia reconciliar les contradiccions entre la seva fe cristiana i l'escepticisme científic:
| « | Mai no podrem satisfer al mateix temps la raó i la fe, perquè la raó ens obliga obrir el ulls i la fe ens mana tancar-les. | » |

## Obres
- Dissertation sur la recherche de la vérité ou sur la philosophie académique, (Dissertació sobre la cerca de la veritat o sobre la filosofia acadèmica) 1673
- Critique de la `Recherche de la vérité´ (Crítica de la `Cerca de la veritat´de Nicolas Malebranche), 1675
- Quelques traités de physique (Uns tractats de física)
- Traité des hygromètres ou machines pour mesurer la sécheresse et l'humidité de l'air (Tractat sobre els higròmetres o les màquines per a mesurar la humitat i sequedat de l'aire) 1686